# لوکرتیوس
تیتوس لوکرتیوس کاروس یا لوکرس، شاعر و فیلسوف اپیکورگرای اهل روم باستان بود. احتمال داده می‌شود که در ۹۹ پیش از میلاد به دنیا آمده باشد و در ۵۵ پیش از میلاد درگذشته باشد. از جملهٔ آثار به‌جامانده از لوکرتیوس، می‌توان به منظومهٔ بلند در طبیعت اشیا اشاره کرد که در آن به نظریهٔ اتمی قدیم پرداخته‌است. یکی از دهانه‌های ماه به یاد او نام‌گذاری شده‌است.
وی حامی فلسفه اپیکور و از دوستان سیسرون (سخنور نامور روم) بود. درباره چگونگی مرگ او چندان اطلاعی در دست نیست اما در یکی از روایت‌ها چنین آمده که او جهانی آرمانی و بهتر برای مردمان آرزو می‌برده، و در این راه از دژخویی‌ها و نامردمی‌های تیره‌اندیشان خسته شده و در چهل و سه سالگی با خودکشی، به زندگی خود پایان داده‌است.

## کتاب دربارهٔ طبیعت
لوکرتیوس، پیش از مرگش کتابی به شعر نوشت، اما نتوانست آن را منتشر کند و پس از مرگ او، سیسرون کتاب منتشر نشدهٔ لوکرتیوس را با نام درباره طبیعت (به لاتین: De rerum natura) گردآوری و منتشر کرد.
لوکرتیوس در کتاب خود، درازدستی‌های حاکمان را نکوهش کرده و سرچشمهٔ تیره‌بختی آدمی را افتادن در دام پندارهای خام و خرافات می‌داند. او در پی این بوده که با پیدا کردن سرچشمهٔ علمی پدیده‌های طبیعت، ذهن مردم را از خرافات رهایی دهد تا بتوانند به رستگاری برسند.